# Cetnici
Cetnicii (în limba sârbă: Четници, Četnici), oficial „Armata iugoslavă din patrie” (Jugoslovenska vojska u otadžbini, JVUO), au fost o mișcare paramilitară regalistă. Originea cuvântului „cetnic” este cuvântul sârb четa (četa') – companie militară – sau din cuvântul turc çete – bandă de criminali. 
Mai devreme, un cetnic a fost un participant la lupta armată de partizani a popoarelor slave din Peninsula Balcanică în sec. XIX împotriva otomanilor. 
Numele „cetnic” a fost folosit de unele grupuri de gherilă care au acționat în perioada de până la primul război mondial. În timpul celui de-al doilea război mondial, cetnicii se supuneau autorității guvernului în exil al Regatului Iugoslaviei. În timpurile moderne, numele de „cetnici’’ este asociat cu sârbii și muntenegrenii din Republica Federală Iugoslavia (Savezna Republika Jugoslavija). 

## Vezi și
- Mâna Neagră